# Panthée (Hardy)
Pour les articles homonymes, voir Panthée (homonymie).
Panthée est une tragédie en cinq actes et en vers d'Alexandre Hardy, probablement représentée en 1604 et publiée en 1624.

## Personnages
- Cyrus
- Araspe
- Panthée
- Nourrice
- Héraut
- Abradate
- Messager

## Représentations et publication
Panthée aurait été représentée en 1604. Le premier volume du Théâtre d'Alexandre Hardy est publié en 1624, contenant Didon, Scédase, Panthée, Méléagre, Procris, Alceste, Ariadne et Alphée.

## Postérité
Panthée d'Alexandre Hardy sert de modèle pour Panthée de Tristan L'Hermite, créée  au cours de l'hiver de 1637 à 1638.

### Édition moderne
- Charles Mazouer et al., Alexandre Hardy : Théâtre complet, t. I, Paris, Classiques Garnier, coll. « Bibliothèque du théâtre français » (no 11), 2013, 956 p. (ISBN 978-2-8124-0988-2), p. 351-411

### Monographies
- Eugène Rigal, Alexandre Hardy et le théâtre français à la fin du XVIe siècle et au commencement du XVIIe siècle, Paris, Librairie Hachette, 1889, 715 p. (lire en ligne)
- Napoléon-Maurice Bernardin, Un Précurseur de Racine : Tristan L'Hermite, sieur du Solier (1601-1655), sa famille, sa vie, ses œuvres, Paris, Alphonse Picard, 1895, XI-632 p. (lire en ligne)